# 謝尼亞溫群島
謝尼亞溫群島是西太平洋島國密克羅尼西亞聯邦波納佩州的群島，屬於加羅林群島的一部分，主要島嶼有波納佩島、安特環礁和帕金環礁，在1828年被俄羅斯航海家發現。